# AH5
AH5 là một tuyến đường Đông – Tây thuộc hệ thống đường Xuyên Á, có chiều dài 10.380 km (6.450 mi) từ Thượng Hải (Trung Quốc), ngang qua Kazakhstan, Kyrgyzstan, Uzbekistan, Turkmenistan, Azerbaijan, Gruzia đến biên giới giữa Thổ Nhĩ Kỳ với Bulgaria ở phía Tây của Istanbul kết nối với AH1 và E80.

## Các đoạn tuyến

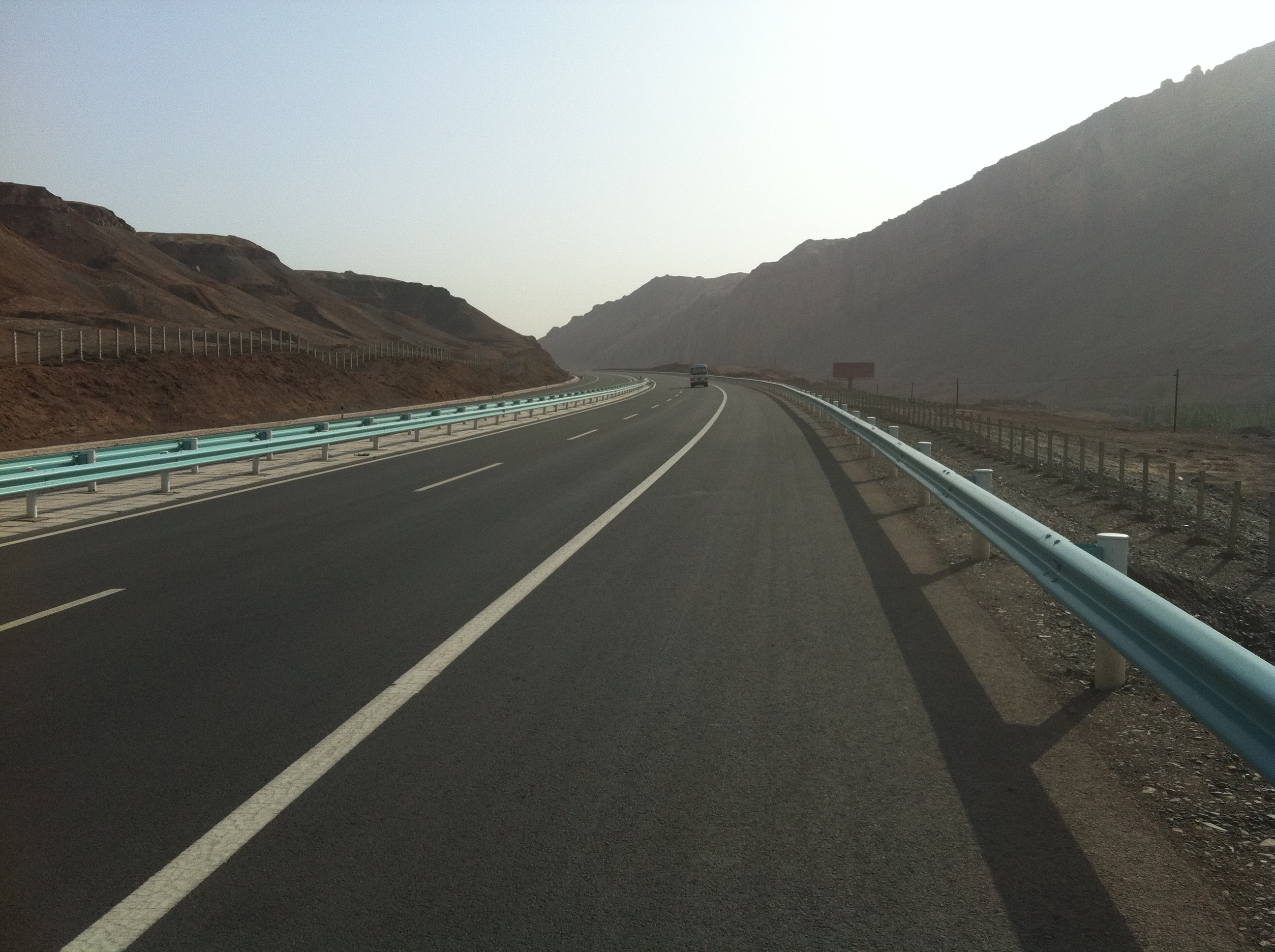
Đường cao tốc G30 đoạn qua khu tự trị Tân Cương, Trung Quốc

### Trung Quốc
Có chiều dài là 4.815 km.
- G42: Thượng Hải – Vô Tích – Nam Kinh.
- G40: Nam Kinh – Hợp Phì – Lục An – Hoàng Xuyên – Tín Dương – Nam Dương – Tây Hạ – Lam Điền – Bá Kiều – Tây An.
- G30: Tây An – Bảo Kê – Thiên Thủy – Định Tây – Lan Châu – Vũ Uy – Trương Dịch – Gia Dục Quan – Qua Châu – Kumul – Turfan – Ürümqi – Kuytun – Khorgas.

### Kazakhstan
Có chiều dài 1.033 km.
- Quốc lộ A 2: Khorgas – Koktal – Shonzhy – Almaty – Kaskelen – Torgap – Merke – Taraz – Shymkent – Zhibek Zholy.

### Uzbekistan
Có chiều dài 677 km.
- Chernyavka – Tashkent – Syrdariya – Samarkand – Navoiy – Bukhara – Olot.Quốc lộ 37 (M37) đoạn qua thành phố Türkmenabat, Turkmenistan

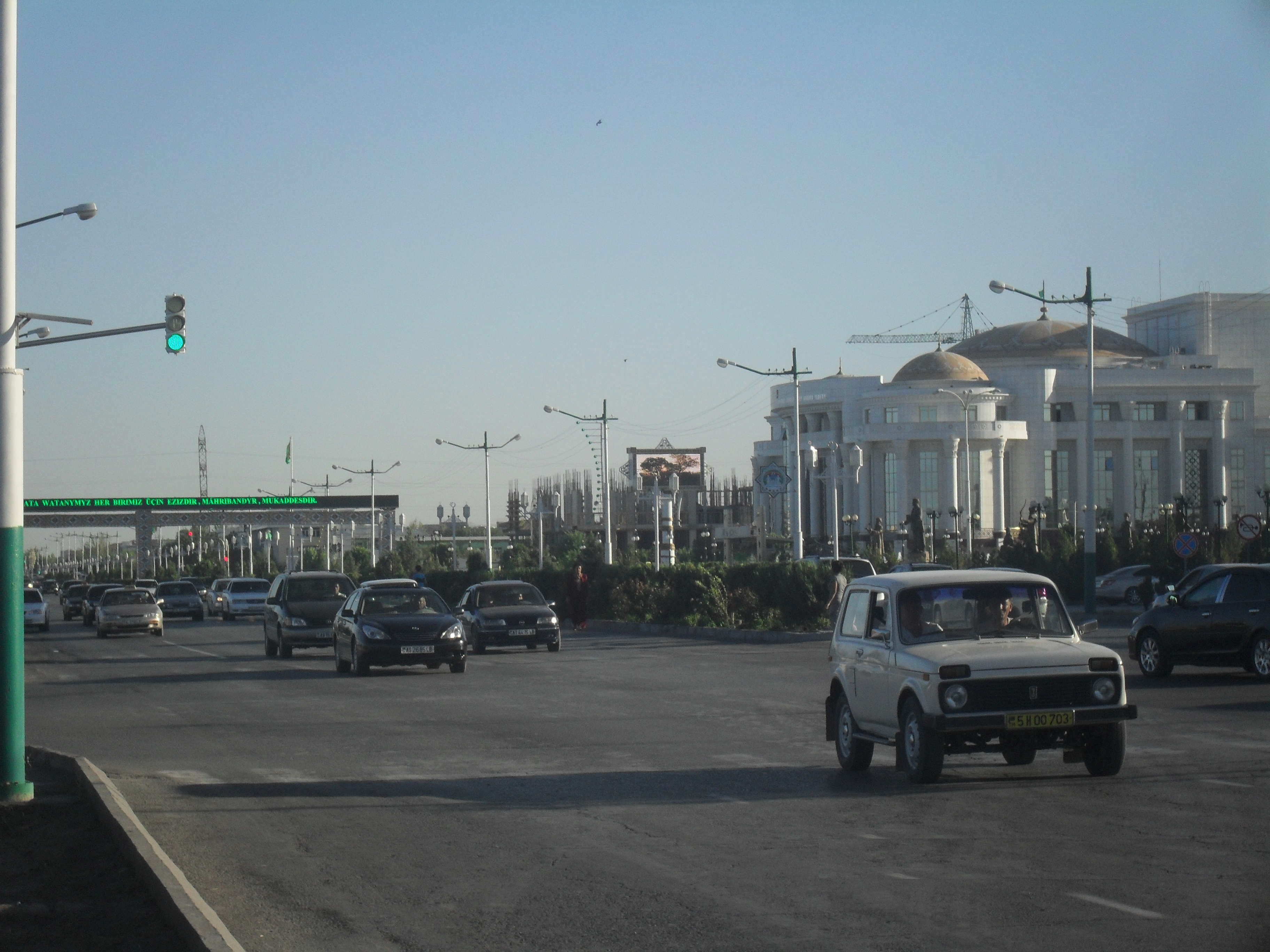
Quốc lộ 37 (M37) đoạn qua thành phố Türkmenabat, Turkmenistan

### Turkmenistan
Có chiều dài 1227 km.
- M37: Farap – Türkmenabat – Merv – Tejen – Ashgabat – Serdar – Türkmenbaşy.

### Biển
- Biển Caspi

### Azerbaijan

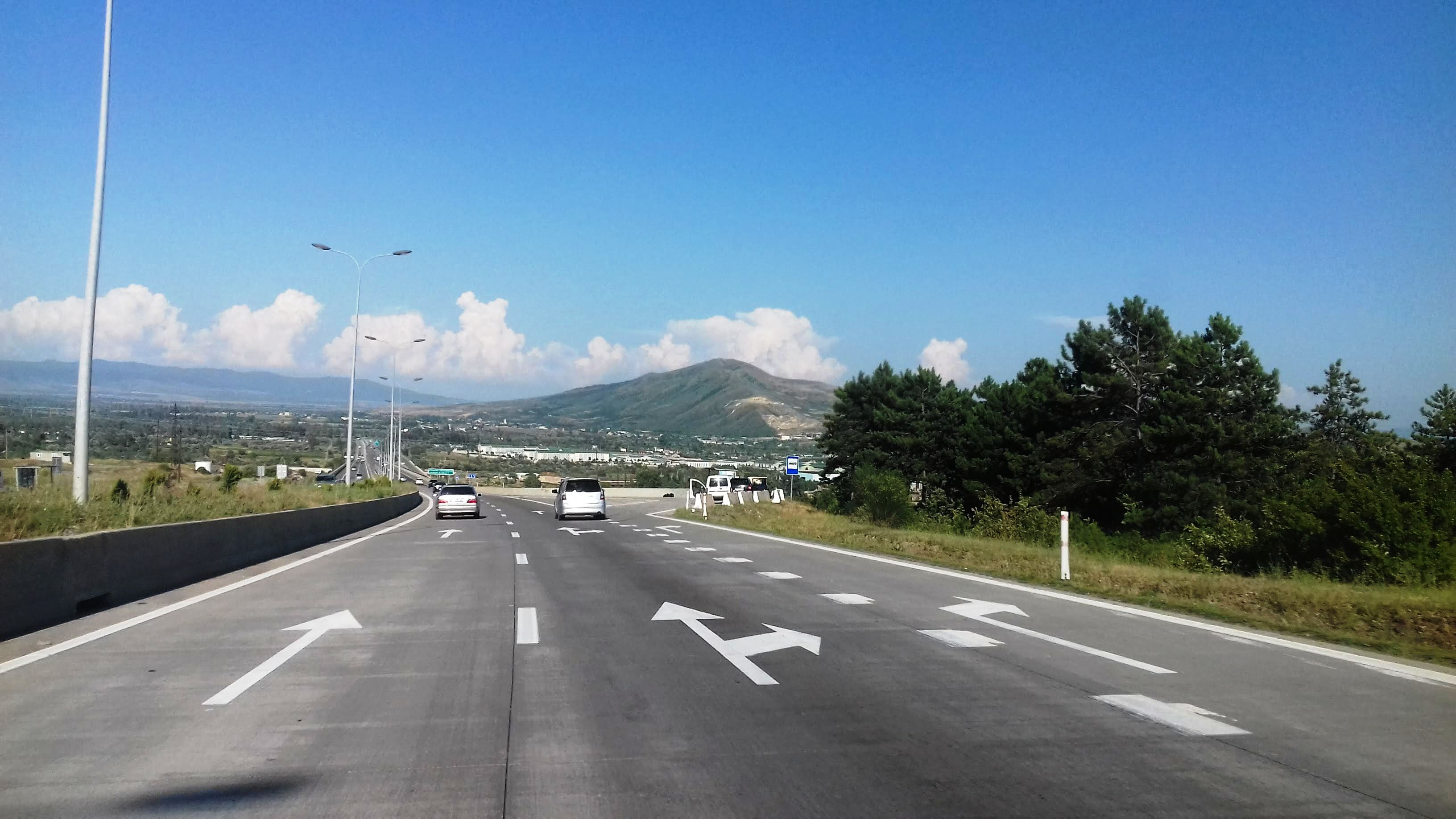
Đường cao tốc S9 đoạn Tbilisi – Senaki

Có chiều dài 515 km.
- M2: Baku – Alat – Gazi Mammed – Ganja – Qazax – Qirmizi Korpu.

### Gruzia
Có chiều dài 489 km.
- S4: Red Bridge – Rustavi.
- S9: Rustavi – Tbilisi.
- S1: Tbilisi – Senaki.
- S2: Senaki – Poti – Batumi – Sarpi.

### Thổ Nhĩ Kỳ

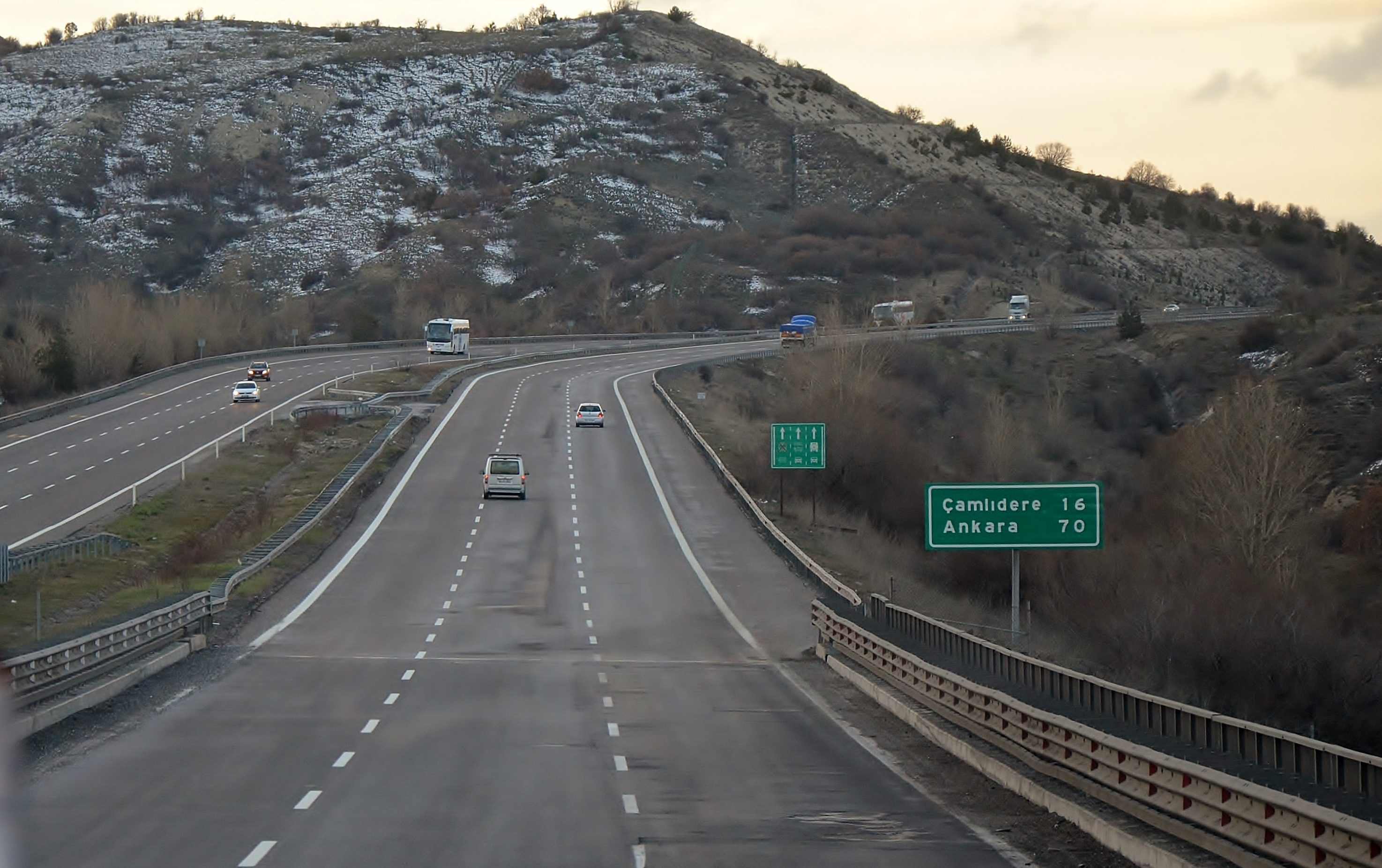
Đường cao tốc O-4, Thổ Nhĩ Kỳ

Có chiều dài 960 km.
- D.010: Sarp – Trabzon – Samsun.
- D.795: Samsun – Merzifon.
- D.100: Merzifon – Gerede.
- O-4: Gerede – Istanbul.
- O-2: Istanbul
- O-3: Istanbul – Edirne – Kapıkale ( Bulgaria,  A 4).